# خط‌مشی‌های دسترس‌پذیری محتوای وب
خط‌مشی‌های دسترس‌پذیری محتوای وب (انگلیسی: Web Content Accessibility Guidelines) یا دستورالعمل‌های دسترسی به محتوای وب (به‌اختصار: WCAG) بخشی از یک سری خط‌مشی‌های دسترس‌پذیری وب می‌باشد، که توسط کنسرسیوم وب جهان‌گستر (W3C؛ اصلی‌ترین سازمان بین‌المللی استاندارد در حوزه اینترنت) منتشر شده‌است. این خط‌مشی‌ها، مجموعه‌ای از توصیه‌ها برای دسترسی به مطالب و محتوای وب است، که در درجه اول برای افراد دارای معلولیت و در درجه بعد برای کلیه کاربران، از جمله دستگاه‌های محدود، مانند تلفن‌های همراه، قابل دسترسی می‌باشد. نسخه دوم از خط‌مشی‌های دسترس‌پذیری محتوای وب، در دسامبر ۲۰۰۸ منتشر شد و در اکتبر ۲۰۱۲ به یک استاندارد در سازمان بین‌المللی استانداردسازی (ایزو) تبدیل شد و آخرین نسخه آن نیز تحت نام WCAG 2.1 در ژوئن ۲۰۱۸ منتشر گردید.